# Harpactea arguta
Harpactea arguta là một loài nhện trong họ Dysderidae.
Loài này thuộc chi Harpactea. Harpactea arguta được Eugène Simon miêu tả năm 1907.